# Pedro Ayres Magalhães
Pedro Aires Ferreira de Almeida Gonçalves Magalhães, mais conhecido por Pedro Ayres Magalhães OIH (Lisboa, 31 de julho de 1959), é um guitarrista e compositor português e um dos fundadores do grupo musical Madredeus, o projeto português de maior repercussão internacional dos últimos 30 anos.

## Biografia
Frequentou o Colégio Militar, em Lisboa, que abandonou depois do 25 de Abril de 1974, para estudar música. Aprendeu música autodidatamente e principalmente na Academia dos Amadores de Música, que frequentou até 1979. A sua formação musical reflete-se nas influências da música erudita que se encontram nas composições dos Madredeus. 
Na década de 1970, Pedro Ayres Magalhães começou por ser baixista, primeiro nos Faíscas, considerado como o primeiro grupo de punk rock português e depois nos Corpo Diplomático, onde lança o primeiro disco de new wave Português.  Com o fim deste último, Pedro Magalhães juntamente com outros elementos do Corpo Diplomático forma os Heróis do Mar, projeto bastante diferente dos anteriores, já que mais dirigido para a música pop-rock. 
Foi líder do movimento AXO, conotado com a extrema-direita, que esteve na génese dos Heróis do Mar. No entanto, o músico descreveu o AXO da seguinte forma: «[...] o movimento era uma “construção surrealista” para “chocar os barbudos do folk e da ‘paz, pão e habitação’”, referindo-se a uma canção de Sérgio Godinho. “Aqueles panfletos polémicos não são para se levar à letra. Aquilo é teatral” [...]»
Em 1982 criou a Fundação Atlântica, onde foi diretor musical, juntamente com Miguel Esteves Cardoso, editora que produziu discos de Anamar e dos Delfins com quem chegou a tocar mais tarde. 
Fundou os Madredeus com Rodrigo Leão, vindo dos Sétima Legião e foi um dos impulsionadores do projeto Resistência, onde participaram entre outros, Tim dos Xutos & Pontapés, Olavo Bilac dos Santos & Pecadores e Miguel Ângelo dos Delfins.

## Discografia
Em 1984 lançou o seu único registo em nome próprio, o maxi single "O Ocidente Infernal", pensado como o primeiro de uma série de discos instrumentais a solo.

## Filmografia
Pedro Ayres Magalhães teve as seguintes participações em filmes:
- A Janela (2001) – compositor
- A Janela Não é a Paisagem (1997) – compositor
- Lisbon Story (1994), de Wim Wenders – ator e compositor
- Longe (1988) – ator e compositor
- De uma Vez por Todas (1986) – ator

## Galardões
Nos Globos de Ouro de 1997 e 2002, foi o recetor do prémio para melhor grupo, como membro dos Madredeus.
A 9 de junho de 1994, foi agraciado com o grau de Oficial da Ordem do Infante D. Henrique.